# Nous sommes Gold
Pour plus de détails, voir Fiche technique et Distribution.
Nous sommes Gold est un film québécois réalisé par Éric Morin, qui est sorti en 2019.

## Synopsis
Marianne, la bassiste d'un groupe connu, profite d'une pause dans une tournée européenne, pour revenir chez elle en Abitibi afin de participer aux commémorations des dix ans d'un accident minier dont ses parents étaient parmi les victimes. Elle en profite pour revoir le reste de sa famille, ainsi que ses amis musiciens, Christophe, le fils de l'avocat qui a défendu les victimes, et Kevin, survivant de l'accident vivant toujours avec des séquelles.

## Fiche technique
- Titre original : Nous sommes Gold
- Titre anglais : We are Gold
- Réalisation : Éric Morin
- Scénario : Éric Morin
- Musique : Philippe B
- Direction artistique : Marie-Hélène Lavoie
- Costumes : Caroline Bodson
- Maquillage : Maïna Militza
- Photographie : Jean-François Lord
- Son : Yann Cleary, Sylvain Bellemare, Alexandre Wang Legentil, Martin Rouillard
- Montage : Joël Vaudreuil
- Production : Olivier Picard, David Pierrat
- Société de production : Parce Que Films
- Société de distribution : FunFilm
- Budget : 1 million de dollars[1]
- Pays de production :  Canada
- Langue originale : français
- Format : couleur
- Genre : drame
- Durée : 99 minutes
- Dates de sortie :
  - Canada : 28 février 2019 (première - Les Rendez-vous Québec Cinéma)
  - Canada : 1er mars 2019  (sortie en salle à Rouyn-Noranda)
  - Canada : 29 mars 2019  (sortie en salle dans le reste du Québec)

## Distribution
- Monia Chokri : Marianne St-Jean
- Patrick Hivon : Kevin Laplante
- Emmanuel Schwartz : Christophe
- Catherine De Léan : Nathalie, la sœur de Marianne
- Rose-Marie Perreault : Sandy
- Fabien Cloutier : le barman
- Steve Laplante : Jason, le mari de Nathalie
- Vincent Bilodeau : Jean-Pierre, le père de Christophe
- Arsinée Khanjian : la mère de Christophe
- Joseph Vachon : le frère de Marianne
- Alexis Martin : le chauffeur de taxi
- Clare Coulter : la grand-mère de Christophe
- Jean-Philippe Perras : Dr J-F Desjardins
- Dany Michaud : animateur télévision
- Philippe B : guitariste des Tulips

## Nominations
- 21e gala Québec Cinéma - 2019[2]
  - Prix Iris du meilleur acteur : Patrick Hivon
  - Prix Iris pour la meilleure musique originale : Philippe B